# Стрілець із Спрінгфілда (фільм)
Гвинтівка Спрінгфілда (англ. Springfield Rifle) — американський вестерн режисера Андре ДеТота, що вийшов на Warner Bros. Pictures у 1952 р. Дія фільму розгортається під час Громадянської війни в США, а головні ролі виконують Гері Купер, Філліс Такстер і Лон Чейні-молодший.
Він описується як «по суті шпигунський трилер, який протиставляє офіцера розвідки Союзу (Гері Купер) шпигунському угрупованню Конфедерації».

## Сюжет
Шпигун Конфедерації інформує перекупників про час і маршрут перегону табунів коней армією Союзу, що дає змогу захопити табуни. Звинувачений у боягузтві, коли він кидає такий табун перед обличчям більшої кількості, майор Лекс Керні з ганьбою звільняється з армії Союзу. Його ганьба повна, а дружина Ерін навіть повідомила йому, що їхній сором'язливий син втік. Але ніхто не знає, що Керні прийняв фальшиве звільнення, щоб виконати надсекретне завдання — працювати під прикриттям, щоб знайти викрадачів і шпигуна, який передавав їм інформацію. Прибуває партія нових гвинтівок «Спрінгфілд», що швидко заряджаються, і це дає йому таку можливість.

## Актори
- Гері Купер — майор Алекс «Лекс» Керні
- Філліс Такстер в ролі Ерін Керні
- Девід Брайан в ролі Остіна Маккула
- Пол Келлі в ролі підполковника Джона Хадсона
- Філіп Кері в ролі капітана Тенніка
- Лон Чейні-молодший — Піт Елм
- Джеймс Міллікан в ролі Метью Квінта
- Гінн "Біг Бой" Вільямс — сержант Сноу
- Алан Хейл-молодший в ролі Міззелла
- Мартін Мілнер в ролі рядового Олі Ларсена
- Вілтон Графф — полковник Джордж Шарп-Рест
- Фесс Паркер — сержант Конфедерації Джим Рендольф

## Реакція
Фільм не здобув прихильності критиків. Джеффрі Мейерс зазначив, що кар'єра Купера пішла під укіс на початку 1950-х, аж до виходу «Опівдні» у 1952 році, і назвав «Спрінгфілдську гвинтівку» «посереднім» вестерном.
Ребекка Фіш-Юен назвала фільм «заплутаним» і сказала, що Купер виглядав «постійно спантеличеним». New York Magazine сказав, що «навіть Купер не може втримати цей фільм від того, щоб він не став ще одним гучним вестерном».
Натомість New York Life описав його як «захопливу військову мелодраму про шпигунство та контршпигунство у прикордонному форті».